# وم، شروپ‌شر
longitudeوم، شروپ‌شرlatitudeوم، شروپ‌شر
وم، شروپ‌شر (به انگلیسی: Wem) یک منطقهٔ مسکونی در انگلستان است که در میدلند غربی واقع شده‌است.

## خصوصیات
وم ۵٬۱۴۲ نفر جمعیت دارد.